# Chalkidike (regiondel)
Chalkidike eller Halkidikí (grekiska: Χαλκιδική) är en grekisk regiondel (perifereiakí enótita), till 2010 prefekturen Nomós Chalkidikís, belägen i regionen Mellersta Makedonien. Regiondelen utgör huvuddelen av halvön Chalkidike förutom det självstyrande området Athos.
Regiondelen består av fem kommuner. Den tidigare prefekturen hade 14 kommuner.

- Dimos Aristotelis
- Dimos Kassandra
- Dimos Nea Propontida
- Dimos Polygyros
- Dimos Sithonia